# Lee Marrs
Lee Marrs (* 4. September 1945 in Montgomery, Alabama) ist eine US-amerikanische Comiczeichnerin. 

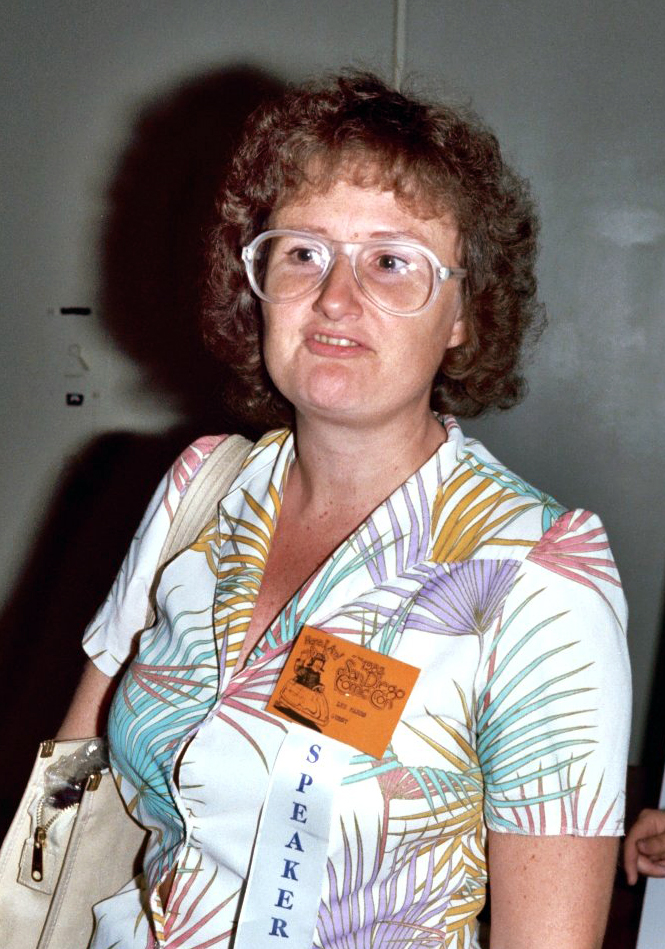
Lee Marrs

## Biographie
Marrs begann ihre Karriere in den 1960er Jahren, als sie als Assistentin an Little Orphan Annie und Hi & Lois arbeitete. Sie entdeckte die Underground-Comix-Szene, gründete 1971 den Comicvertrieb Alternative Features Service und begann, an ihrer eigenen Serie Pudge, Girl Blimp zu arbeiten. Sie gilt als eine der Gründungsfiguren des Zeichnerinnenkollektivs Wimmen's Comix.

## Veröffentlichungen (Auswahl)
- The Further Fattening Adventures of Pudge, Girl Blimp (1973–77)
- The Compleat Fart and Other Body Omissions (1976)
- Do You Love Cockroaches? (1981)
- Inside Autodesk Animator (1990)
- Viking Glory: The Viking Prince (1991)
- Faultlines (1997)